# Pont du parc (Kiev)
Le pont du parc (ukrainien : Парковий міст) ou pont du parc sur le Dniepr (ukrainien : Парковий міст через Дніпро) est un pont piétonnier situé à Kiev, en Ukraine. 

## Historique
Il est construit en 1957 et inscrit au registre national des monuments d'Ukraine.